# Muritaia parabusa
Muritaia parabusa là một loài nhện trong họ Amaurobiidae.
Loài này thuộc chi Muritaia. Muritaia parabusa được miêu tả năm 1973 bởi Raymond Robert Forster & Wilton.